# Ахалкалаки-Грузовая
Ахалкалаки-Грузовая (груз. ახალქალაქი-სატვირთო) — станция Грузинской железной дороги. Здесь заканчивается ток напряжением 3кВ использующийся в Грузии.  

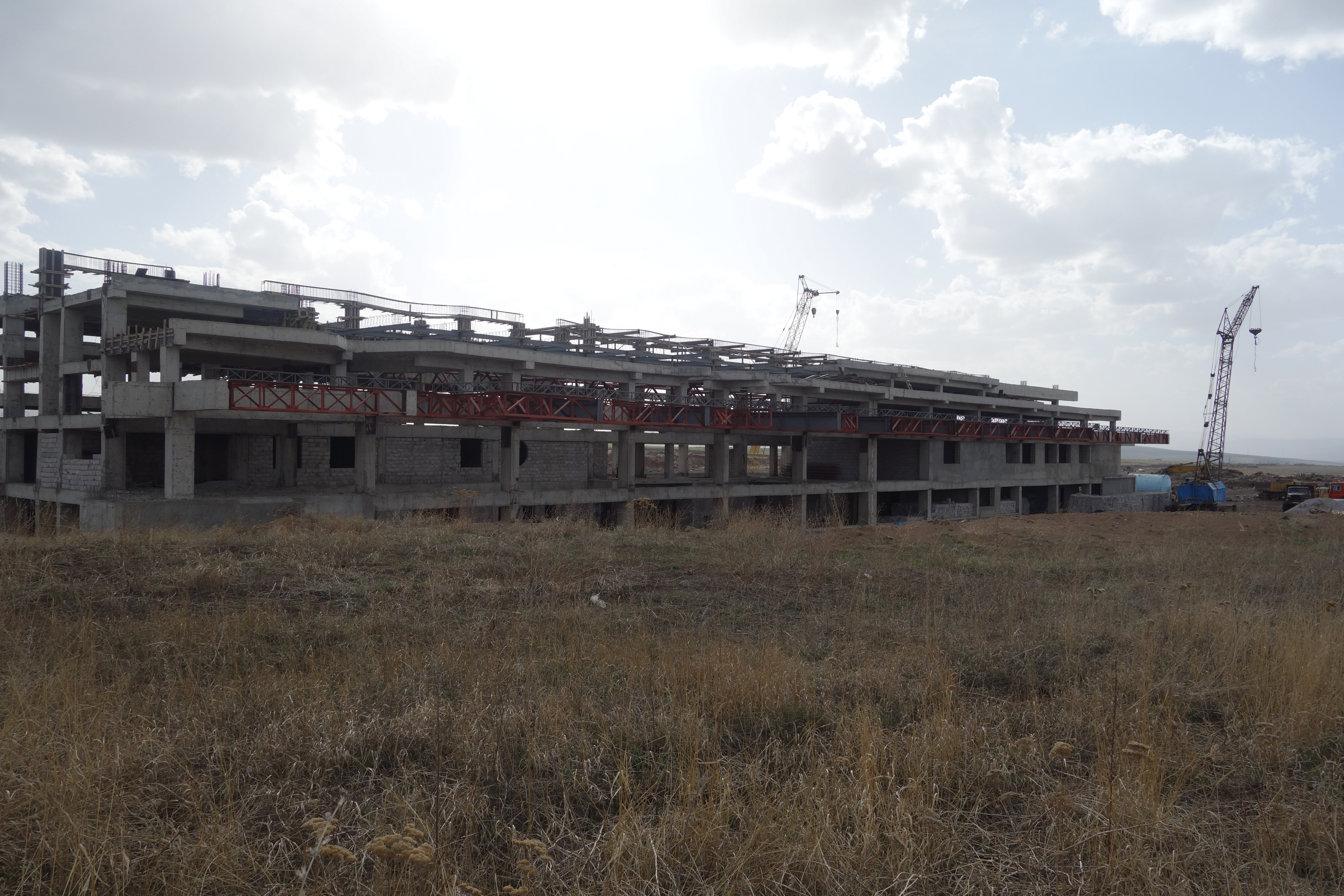
Станция в период строительства

Станция расположена на линии Баку—Тбилиси—Карс (БТК), проходящей из Азербайджана в Турцию.
Станцию планируют расширить для грузовых поездов. Находится в 30 км от границы с Турцией. Со стороны Турции контактной подвески нет. 
На станции установлено оборудование для смены ширины колёсных пар с 1520 мм на 1435 мм.